# Polina Kudermetova
Polina Eduardovna Kudermetova (russisk: Полина Эдуардовна Кудерметова; født 4. juni 2003 i Moskva, Rusland) er en professionel kvindelig tennisspiller fra Rusland.